# Всеобщие выборы в Камбодже (1981)
Всеобщие выборы в Камбодже (Народной Республики Кампучия) 1 мая 1981 года стали первыми выборами в стране с момента вьетнамской интервенции и свержения режима Красных Кхмеров в 1979 году. Выборы проводились на безальтернативной основе, в них принимала участие только Народно-революционная партия Кампучии, которая заняла все 117 мест. Явка избирателей по данным властей НРК составила 90%.
По результатам выборов генеральный секретарь НРПК Пен Сован 27 июня 1981 года занял должность председателя Совета министров НРК, однако уже 5 декабря смещен с должности, а новым премьером назначен Чан Сы.
Выборы готовились в спешке из-за роста антивьетнамских настроений среди населения Камбоджи. Власти НРК не выполнили собственный указ от 18 марта 1981 года, и объявили кандидатов не за 15, а за 10 дней до выборов. Результаты выборов были объявлены 1 мая 1981 года по Радио Пномпеня.

## Результаты
|                           |                                       |           |        |               |  |
| Партия                    | Партия                                | Голосов   | %      | Мест получено |  |
|                           | Народно-революционная партия Кампучии |           | 100,00 | 117           |  |
| Всего                     | Всего                                 |           | 100,00 | 117           |  |
| Явка избирателей          | Явка избирателей                      | 3 280 565 | 97,83  |               |  |
| Источник:Phnomn Penh Post |                                       |           |        |               |  |

## Последствия
29 мая того же года НРПК провела четырехдневный съезд в Пномпене, на котором присутствовал первый секретарь компартии Вьетнама Ле Зуан, а также 10 других иностранных представителей. IV съезд партии объявил Пен Сована генеральным секретарем недавно избранного Политбюро и Центрального комитета НРПК. Однако уже 4 декабря того же года Пен Сован был смещен с должности из-за просоветских симпатий последнего, новым генсеком НРПК стал Хенг Самрин. 
Список иностранных партий, поддержавших недавно созданное правительство НРК, был обнародован 16 июня 1981 года. Среди них были Компартия Вьетнама, Народно-революционная партия Лаоса, Коммунистическая партия Советского Союза (а также компартии союзных республик), а также Коммунистическая партия Индонезии.
24 июня состоялось первое заседание Национального собрания НРК. 27 июня председатель Национального собрания Чеа Сим наряду с остальными его руководителями, а также главами Государственного совета и Совета министров приняли присягу и подписали конституцию НРК.